# Pikku Joukhaisjärvi
Pikku Joukhaisjärvi är en sjö i Kiruna kommun i Lappland och ingår i Torneälvens huvudavrinningsområde. Sjön har en area på 0,171 kvadratkilometer och ligger 316 meter över havet. Pikku Joukhaisjärvi ligger i Torne och Kalix älvsystem Natura 2000-område.

## Delavrinningsområde
Pikku Joukhaisjärvi ingår i det delavrinningsområde (753588-178028) som SMHI kallar för Mynnar i Lainioälven. Medelhöjden är 323 meter över havet och ytan är 13,76 kvadratkilometer. Det finns inga avrinningsområden uppströms utan avrinningsområdet är högsta punkten. Vattendraget som avvattnar avrinningsområdet har biflödesordning 3, vilket innebär att vattnet flödar genom totalt 3 vattendrag innan det når havet efter 307 kilometer. Avrinningsområdet består mestadels av skog (77 procent) och sankmarker (19 procent). Avrinningsområdet har 1,5 kvadratkilometer vattenytor vilket ger det en sjöprocent på 2,4 procent.